# Mordellistena sericans
Mordellistena sericans är en skalbaggsart som beskrevs av Henry Clinton Fall 1907. Mordellistena sericans ingår i släktet Mordellistena och familjen tornbaggar. Inga underarter finns listade i Catalogue of Life.